# Cresserons
Cresserons é uma comuna francesa na região administrativa da Normandia, no departamento Calvados. Estende-se por uma área de 3,6 km². Em 2010 a comuna tinha 1 159 habitantes (densidade: 321,9 hab./km²).